# Grensovergang

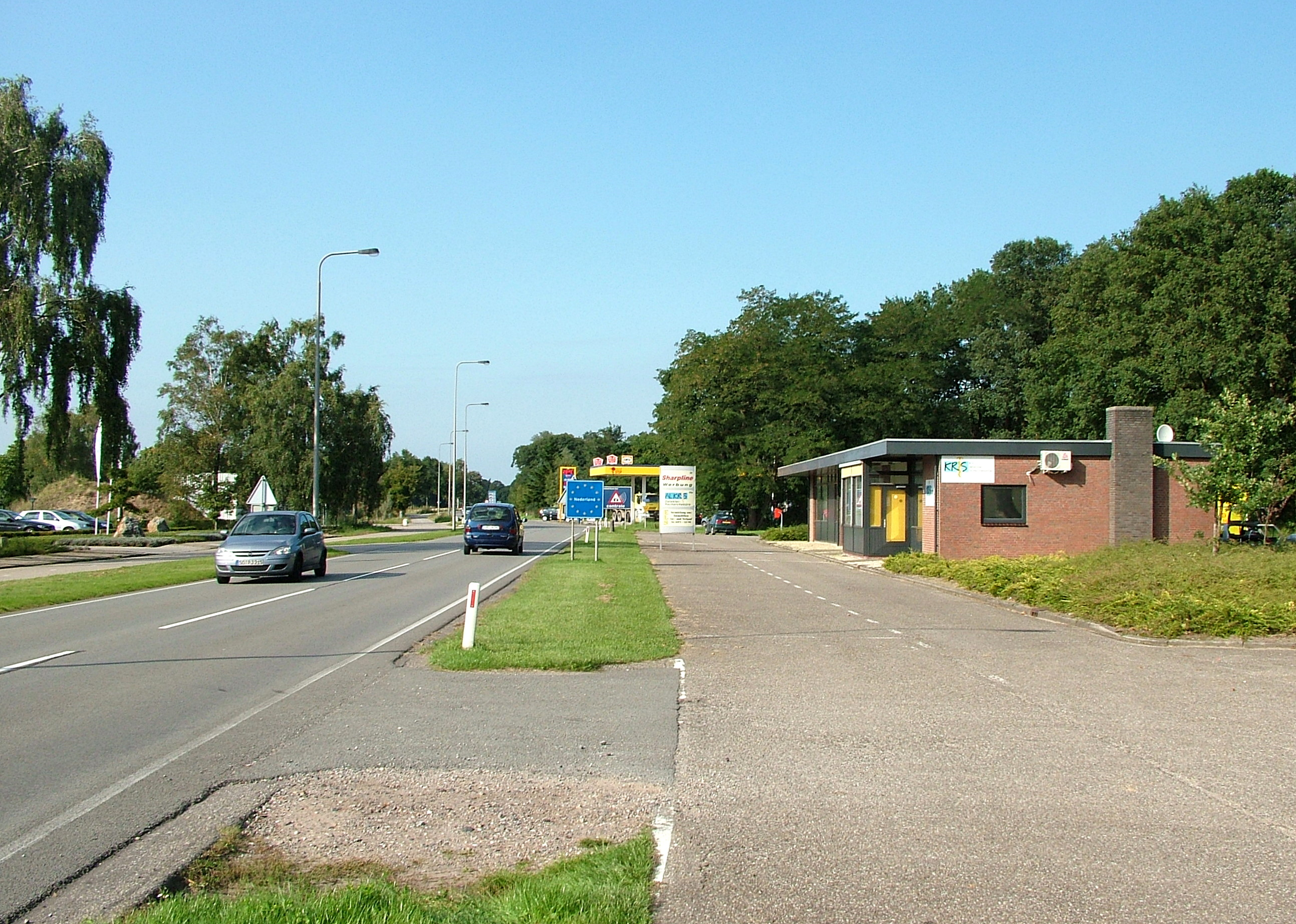
Grensovergang Nederland-Duitsland bij Hemden. Dit is een binnengrens van het Schengengebied en er is daarom geen (permanente) grenscontrole. De voormalige grenspost rechts heeft een andere bestemming gekregen.

Een grensovergang is een plaats waar een verkeersweg een landsgrens kruist. In veel gevallen zijn hier maatregelen getroffen tegen illegale grensoverschrijding van personen of van goederen (smokkel). De doorgang wordt dan gecontroleerd (bijvoorbeeld met een slagboom) en de douane of een andere overheidsdienst voert controles en registraties uit van passerende voertuigen en personen. Binnen gebieden waar een vrij verkeer van personen en goederen geldt (bijvoorbeeld de Schengenzone) zijn dergelijke maatregelen vaak afwezig. De grens is doorgaans wel duidelijk gemarkeerd.
Ook bij andere verkeersmiddelen (luchtvaart, spoorwegen, waterwegen) spreekt men wel van grensovergang. De controle vindt hier echter niet altijd aan de grens zelf plaats. In die zin is bijvoorbeeld ook 'de douane' op een luchthaven een grensovergang.